# Čar, Bujanovac
Čar (izvirno srbsko Чар) je naselje v Srbiji, ki upravno spada pod Občino Bujanovac; slednja pa je del Pčinjskega upravnega okraja.

## Demografija
V naselju, katerega izvirno (srbsko-cirilično) ime je Чар, živi 195 polnoletnih prebivalcev, pri čemer je njihova povprečna starost 28,5 let (27,8 pri moških in 29,2 pri ženskah). Naselje ima 39 gospodinjstev, pri čemer je povprečno število članov na gospodinjstvo 7,59.
|  |

| Demografija | Demografija     | Demografija     |
| Leto        | Št. prebivalcev | Št. prebivalcev |
| ----------- | --------------- | --------------- |
|             |                 |                 |
|             |                 |                 |
|             |                 |                 |
|             |                 |                 |
| 1948        | 307             |                 |
| 1953        | 317             |                 |
| 1961        | 320             |                 |
| 1971        | 388             |                 |
| 1981        | 446             |                 |
| 1991        | 353             | 353             |
| 2002        | 307             | 296             |
|             |                 |                 |

| Etnična sestava po popisu iz leta 2002 | Etnična sestava po popisu iz leta 2002 | Etnična sestava po popisu iz leta 2002 | Etnična sestava po popisu iz leta 2002 | Etnična sestava po popisu iz leta 2002 |
| -------------------------------------- | -------------------------------------- | -------------------------------------- | -------------------------------------- | -------------------------------------- |
| Albanci                                | Albanci                                |                                        | 295                                    | 99,66%                                 |
| Neznano                                | Neznano                                |                                        | 1                                      | 0,33%                                  |